# Haiti ved OL
Haiti deltog første gang i olympiske lege under sommer-OL 1900 i Paris, men deltog ikke igen før sommer-OL 1924 i Paris og deltog heller ikke mellem 1936 og 1956. De deltog under sommer-OL 1960 i Rom, men deltog ikke under sommer-OL 1964 i Tokyo eller sommer-OL 1968 i Mexico by. Bortset fra at nationen boykottede sommer-OL 1980 i Moskva, har Haiti deltaget under alle sommerlege fra og med sommer-OL 1972 i München. Haiti har aldrig deltaget i vinterlege. 

## Medaljeoversigt
| Haitis medaljer under de olympiske sommerlege | Haitis medaljer under de olympiske sommerlege | Haitis medaljer under de olympiske sommerlege | Haitis medaljer under de olympiske sommerlege | Haitis medaljer under de olympiske sommerlege | Haitis medaljer under de olympiske sommerlege |
| --------------------------------------------- | --------------------------------------------- | --------------------------------------------- | --------------------------------------------- | --------------------------------------------- | --------------------------------------------- |
| Lege                                          | Guld                                          | Sølv                                          | Bronze                                        | Totalt                                        | Rang                                          |
| 1900 Paris                                    | 0                                             | 0                                             | 0                                             | 0                                             | –                                             |
| 1904 St. Louis                                | Deltog ikke                                   | Deltog ikke                                   | Deltog ikke                                   | Deltog ikke                                   | Deltog ikke                                   |
| 1908 London                                   | Deltog ikke                                   | Deltog ikke                                   | Deltog ikke                                   | Deltog ikke                                   | Deltog ikke                                   |
| 1912 Stockholm                                | Deltog ikke                                   | Deltog ikke                                   | Deltog ikke                                   | Deltog ikke                                   | Deltog ikke                                   |
| 1920 Antwerpen                                | Deltog ikke                                   | Deltog ikke                                   | Deltog ikke                                   | Deltog ikke                                   | Deltog ikke                                   |
| 1924 Paris                                    | 0                                             | 0                                             | 1                                             | 1                                             | 23                                            |
| 1928 Amsterdam                                | 0                                             | 1                                             | 0                                             | 1                                             | 30                                            |
| 1932 Los Angeles                              | 0                                             | 0                                             | 0                                             | 0                                             | –                                             |
| 1936 Berlin                                   | Deltog ikke                                   | Deltog ikke                                   | Deltog ikke                                   | Deltog ikke                                   | Deltog ikke                                   |
| 1948 London                                   | Deltog ikke                                   | Deltog ikke                                   | Deltog ikke                                   | Deltog ikke                                   | Deltog ikke                                   |
| 1952 Helsingfors                              | Deltog ikke                                   | Deltog ikke                                   | Deltog ikke                                   | Deltog ikke                                   | Deltog ikke                                   |
| 1956 Melbourne/Stockholm                      | Deltog ikke                                   | Deltog ikke                                   | Deltog ikke                                   | Deltog ikke                                   | Deltog ikke                                   |
| 1960 Rom                                      | 0                                             | 0                                             | 0                                             | 0                                             | –                                             |
| 1964 Tokyo                                    | Deltog ikke                                   | Deltog ikke                                   | Deltog ikke                                   | Deltog ikke                                   | Deltog ikke                                   |
| 1968 Mexico by                                | Deltog ikke                                   | Deltog ikke                                   | Deltog ikke                                   | Deltog ikke                                   | Deltog ikke                                   |
| 1972 München                                  | 0                                             | 0                                             | 0                                             | 0                                             | –                                             |
| 1976 Montréal                                 | 0                                             | 0                                             | 0                                             | 0                                             | –                                             |
| 1980 Moskva                                   | Deltog ikke                                   | Deltog ikke                                   | Deltog ikke                                   | Deltog ikke                                   | Deltog ikke                                   |
| 1984 Los Angeles                              | 0                                             | 0                                             | 0                                             | 0                                             | –                                             |
| 1988 Seoul                                    | 0                                             | 0                                             | 0                                             | 0                                             | –                                             |
| 1992 Barcelona                                | 0                                             | 0                                             | 0                                             | 0                                             | –                                             |
| 1996 Atlanta                                  | 0                                             | 0                                             | 0                                             | 0                                             | –                                             |
| 2000 Sydney                                   | 0                                             | 0                                             | 0                                             | 0                                             | –                                             |
| 2004 Athen                                    | 0                                             | 0                                             | 0                                             | 0                                             | –                                             |
| 2008 Beijing                                  | 0                                             | 0                                             | 0                                             | 0                                             | –                                             |
| 2012 London                                   | 0                                             | 0                                             | 0                                             | 0                                             | –                                             |
| 2016 Rio de Janeiro                           | 0                                             | 0                                             | 0                                             | 0                                             | –                                             |
| 2020 Tokyo                                    |                                               |                                               |                                               |                                               | –                                             |
| Totalt                                        | 0                                             | 1                                             | 1                                             | 2                                             |                                               |